# Espondeilhan
Espondeilhan is een gemeente in het Franse departement Hérault (regio Occitanie). De plaats maakt deel uit van het arrondissement Béziers. Espondeilhan telde op 1 januari 2022 1.176 inwoners.

## Geografie
De oppervlakte van Espondeilhan bedroeg op 1 januari 2022 5,08 vierkante kilometer; de bevolkingsdichtheid was toen 231,5 inwoners per km².

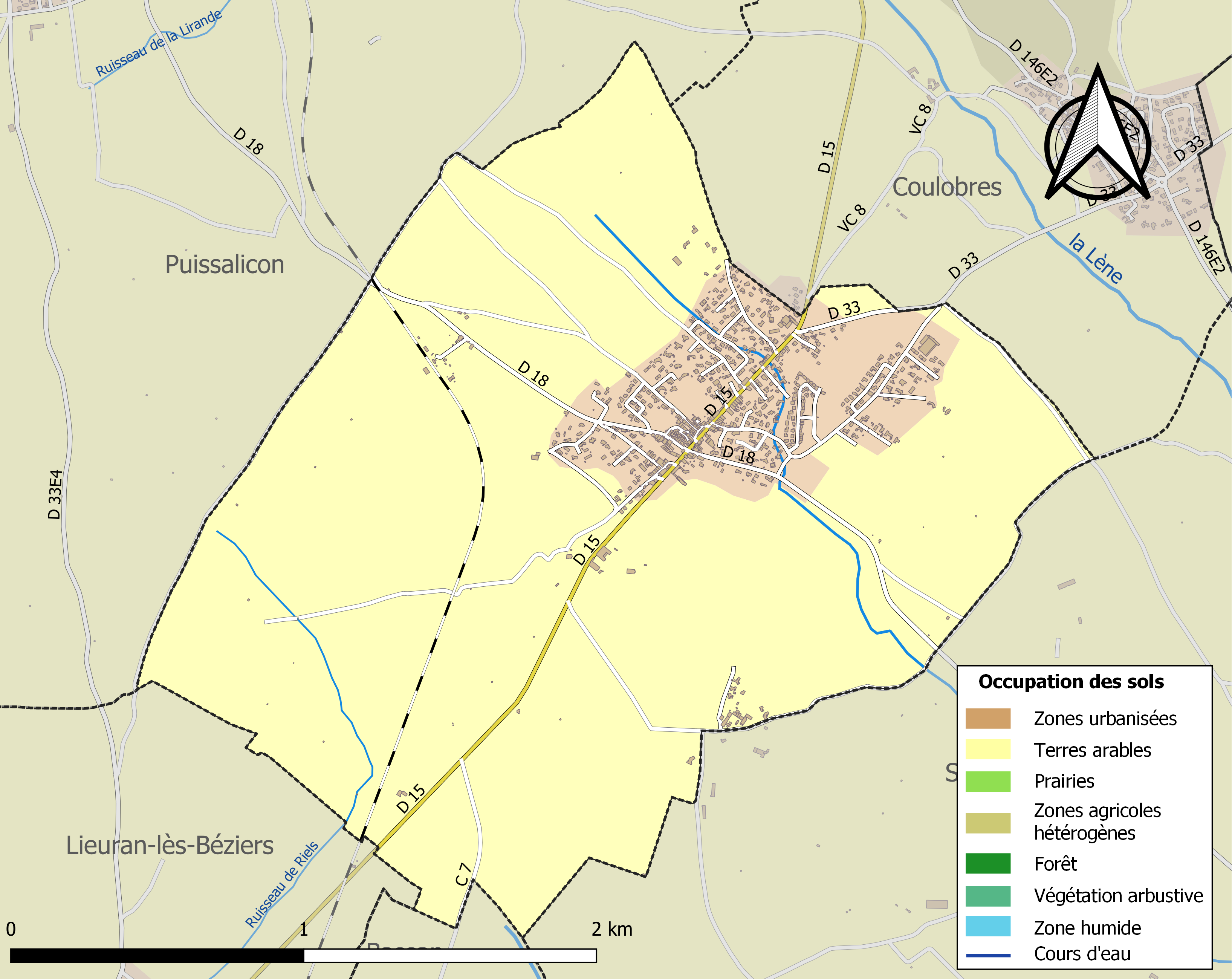
Kaart van de gemeente met belangrijkste infrastructuur, bodemgebruik en omliggende gemeenten

## Demografie
Onderstaande figuur toont het verloop van het inwonertal (bron: INSEE-tellingen).

## Galerij

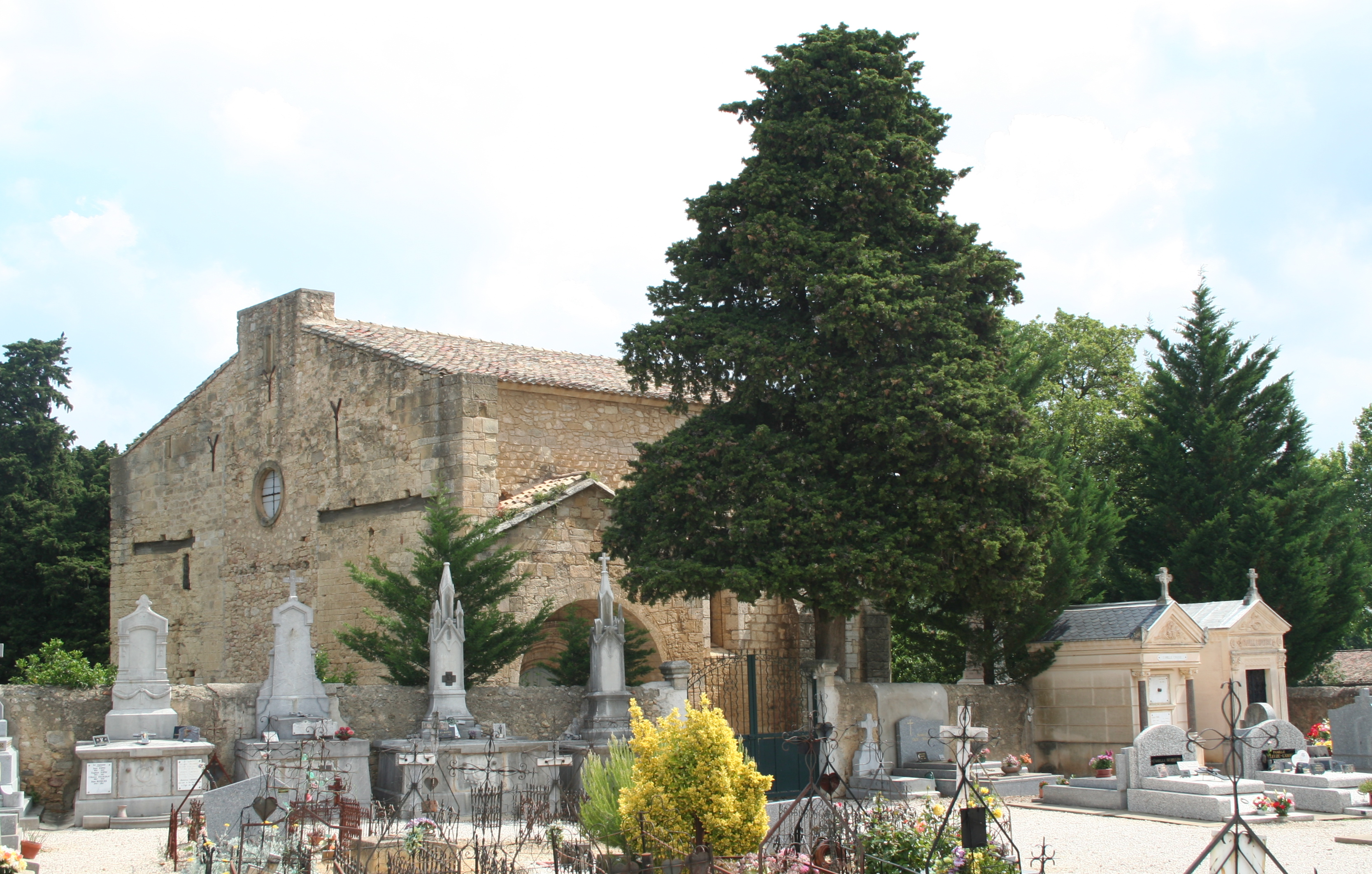
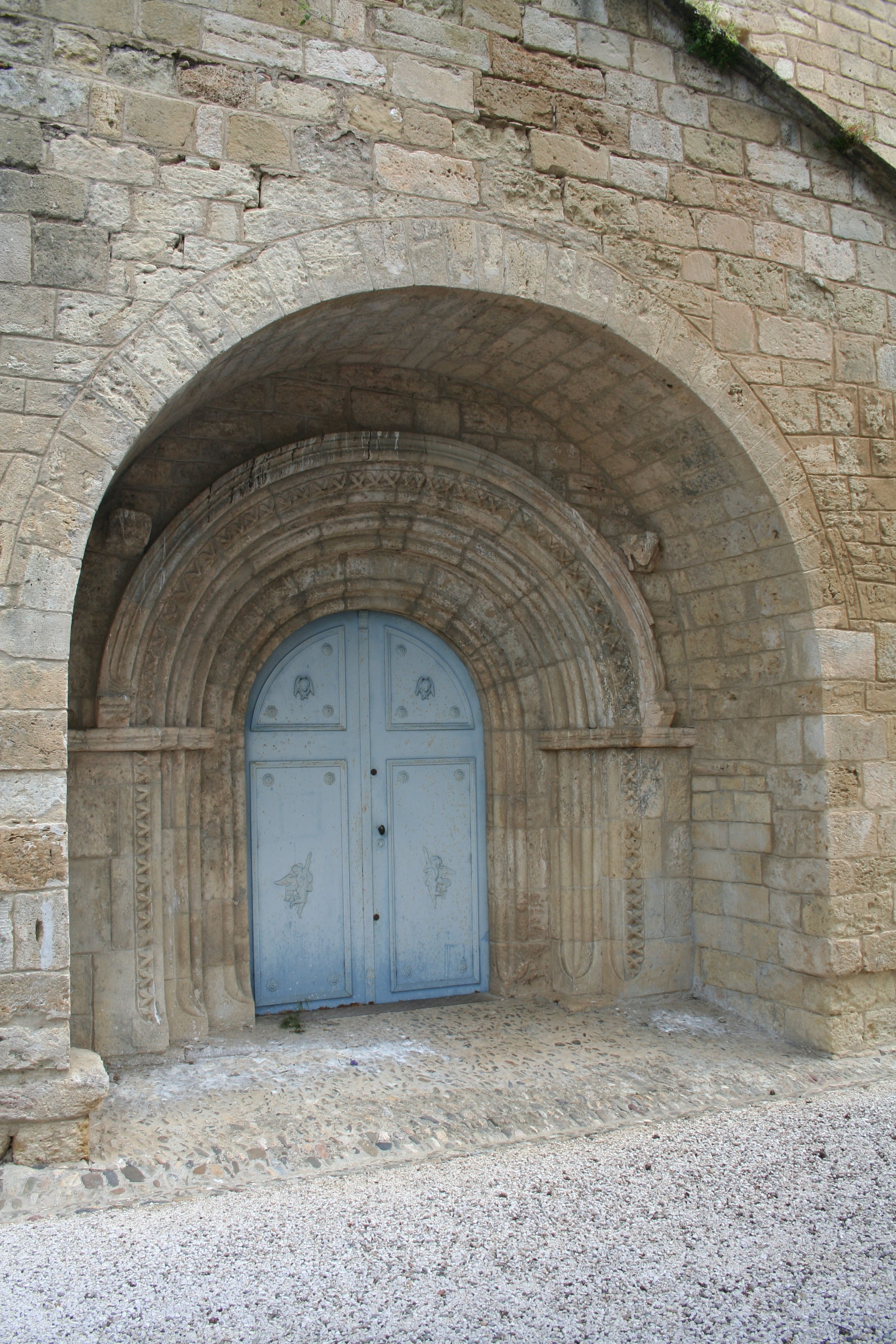
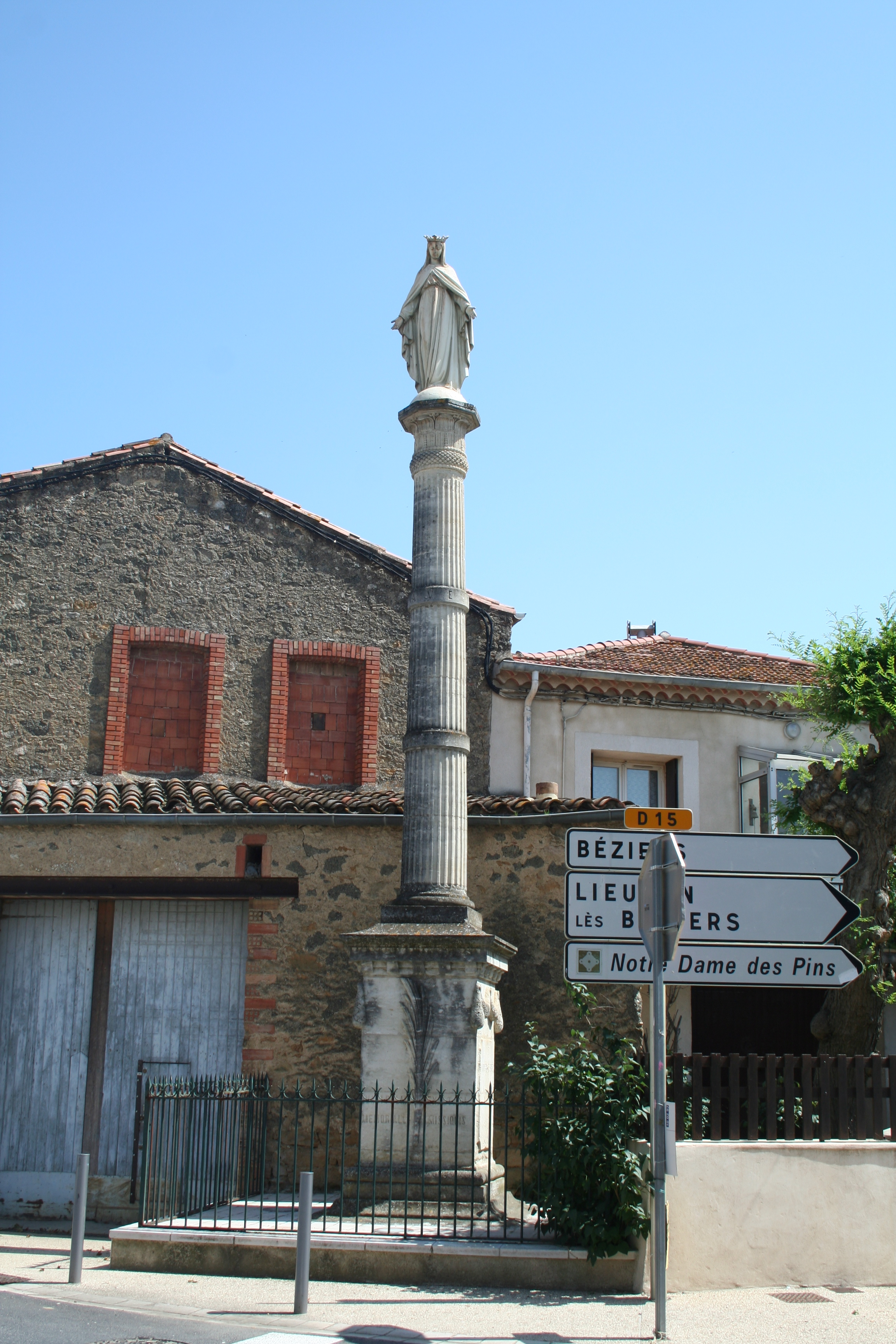
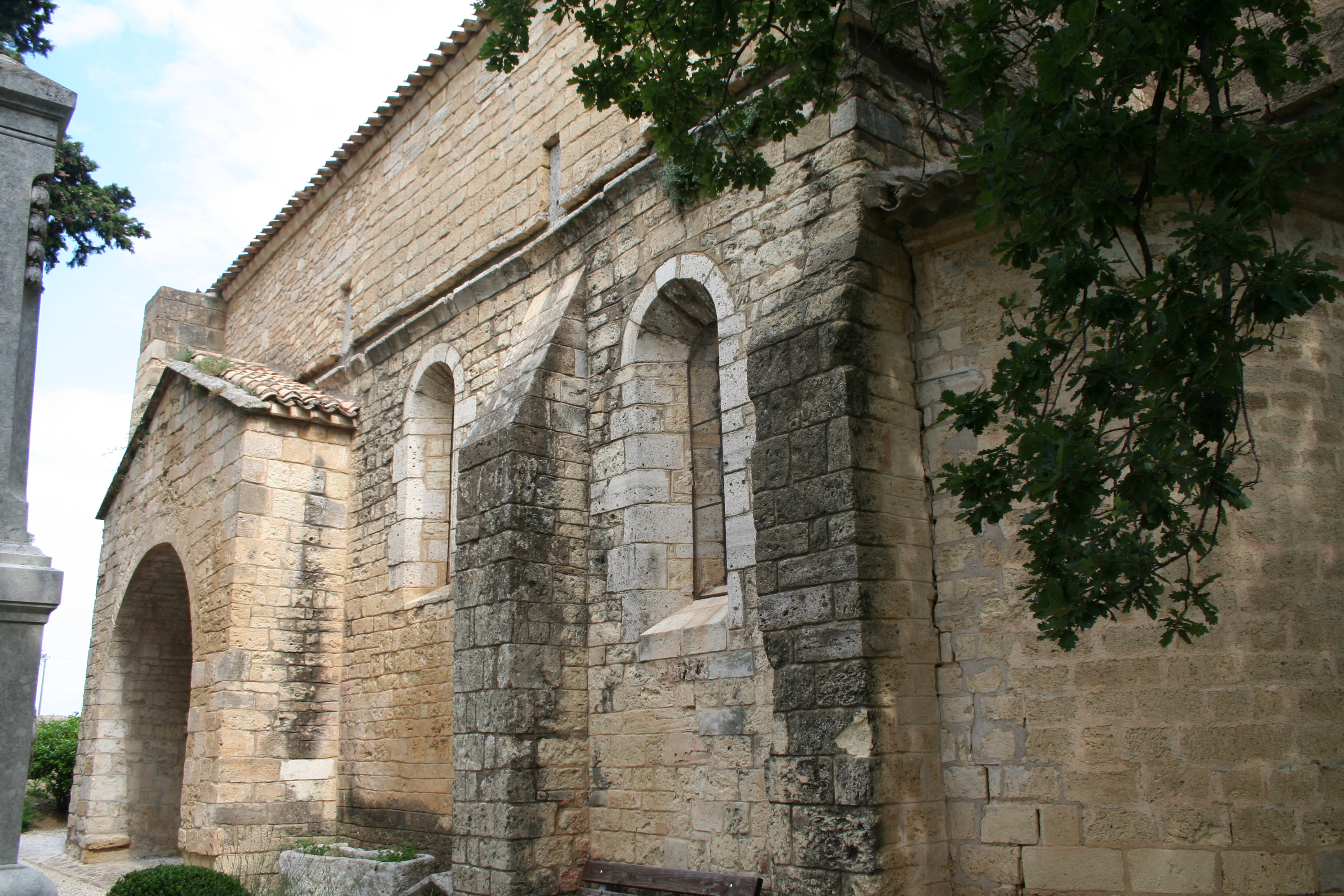